# Mních (Góry Choczańskie)

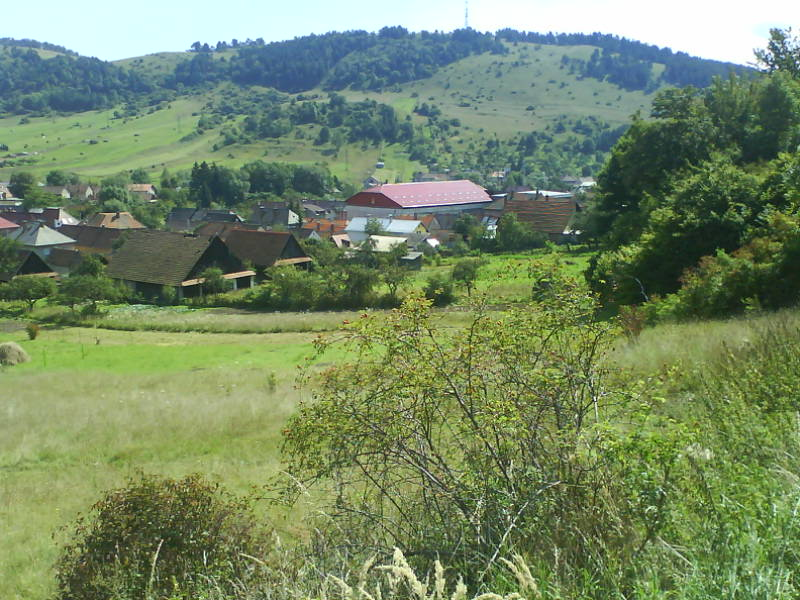
Wieś Likavka, w głębi zachodni (niższy) wierzchołek Mnícha

Mních (695 m n.p.m.) – niewysoka, dwuwierzchołkowa góra zamykająca od zachodu Kotlinę Liptowską na Słowacji.

## Położenie
Z punktu widzenia orografii zaliczany do Gór Choczańskich, Mních wznosi się jednak w pewnym oddaleniu na południe od ich głównego wału. Jego stoki piętrzą się nad samym tokiem Wagu, na jego prawym (północnym) brzegu, tuż przed ujściem do niego prawobrzeżnego dopływu – potoku Likavka, dominując od północnego wschodu o 200 m ponad miastem Rużomberk. Po stronie wschodniej masywu leży wieś Lisková, zaś po stronie północno-wschodniej, na płaskim dziale łączącym Mnícha z grupą Wielkiego Chocza -  wioska Martinček. U północno-zachodnich podnóży masywu ciągną się zabudowania wsi Likavka.

## Charakterystyka
Masyw Mnícha rozciąga się w linii wschód – zachód w formie dwuwierzchołkowej pryzmy o długości ok. 2 km i szerokości 700–800 m. Wschodni wierzchołek jest wyższy, zachodni, zwieńczony masztem przekaźnika telekomunikacyjnego – niższy (657 m). Stoki południowe masywu są bardzo strome, słabo rozczłonkowane. Opadają wprost ku korytu Wagu, pozostawiając u swych stóp jedynie miejsce dla linii kolejowej Vrútky – Poprad oraz biegnącej równolegle do niej starej szosy z Rużomberku do Liptowskiego Mikułasza. Stoki północne, również słabo rozczłonkowane, są znacznie łagodniejsze.

## Geomorfologia i geologia masywu Mnícha
Masyw Mnícha pod względem geomorfologicznym wyraźnie odcina się od okolicznego terenu. Buduje go gruba kra skał węglanowych wybiegająca na północny wschód z Wielkiej Fatry, która wychyla się z zaliczanych do Karpat Centralnych warstw paleogenu Kotliny Liptowskiej. Tworzą ją w większości monoklinalnie ułożone dolomity środkowego triasu. Od strony północnej nakrywają ją eoceńskie wapienie numulitowe z licznymi skamieniałościami i zlepieńce. Na zachodnim zboczu nad Rużomberkiem doszło w przeszłości do osunięcia skał, którego ślady są do dziś widoczne. Wśród południowych, miejscami skalistych stoków wyższego (wschodniego) wierzchołka wyróżnia się specyficznie wypreparowana skałka zwana Skalną Pięścią (słow. Skalná päsť).
W najbardziej na wschód wysuniętym, niższym fragmencie masywu Mnicha, który budują siwe wapienie triasowe, tzw. gutensteinskie, podatne na krasowienie, znajduje się szereg jaskiń. Stąd obszar ten jest znany jako Liskovský kras (też: Krasový ostrov Mnícha). Wśród jaskiń najbardziej znana jest Jaskinia Liskovska o długości korytarzy przekraczającej 4 km. W jej pobliżu leżą cztery dalsze jaskinie, oznaczane numerami od L-2 do L-5, a także długa na 93 m Camberova sonda, w której speleolodzy od dłuższego czasu poszukują połączenia z Jaskinią Liskovską.
U podnóża masywu, nieco na zachód od Jaskini Liskovskiej, we wzniesieniu zwanym Lipá, znajdują się kolejne jaskinie. Z nich najbardziej znana jest Jaskyňa v Mníchu (też: Jaskyňa zdochlín) o korytarzach długości 55 m, z których pochodzi szereg znalezisk archeologicznych. Funkcjonował tu dawniej kamieniołom wapienia, którego nieczynny łom jest widoczny ze wspomnianych linii kolejowej i szosy. W jego ścianach ujawniono 8 kolejnych jaskiń, z których najdłuższa liczy 140 m. Jedną z nich jest długa na 40 km Jaskyňa v kameňolome (w przeszłości zasypana w trakcie eksploatacji łomu, później znów odnaleziona). W dnie łomu znaleziono wlot do jaskini Johanov potok, długiej na 53 m, która być może łączyła się z inną, nieistniejącą już jaskinią z podziemnym jeziorem (Vodná jaskyňa, zasypana).

## Roślinność
Stoki południowe masywu są praktycznie całkowicie porośnięte lasem ze znacznym udziałem sosny pospolitej. Stoki północne pokryte są głównie łąkami i pastwiskami z porozrzucanymi wśród nich zagajnikami i kępami roślinności krzewiastej. W całym masywie występują licznie zbiorowiska roślinności ciepłolubnej z wieloma gatunkami roślin ciepłolubnych i kserofilnych. Wymienić tu należy takie gatunki, jak aster gawędka, ostnica powabna, pięciornik piaskowy, pajęcznica gałęzista, cieciorka pochewkowata, konikleca czubata, pszonak Wittmanna (endemit karpacki), krzyżownica większa, szałwia okręgowa, rumian żółty, marzanka barwierska, rozchodnik ostry i biały, rezeda żółta, jastrzębiec Bauhina, len złocisty, żebrzyca Seseli osseum i in.

## Znaczenie historyczne
Masyw Mnícha był zamieszkany przez człowieka już w czasach prehistorycznych. Świadczy o tym m.in. znalezisko mieczy z młodszej epoki brązu. Na jego grzbiecie i stokach zachowały się wyraźne ślady systemu wałów ziemnych, reprezentujących najrozleglejsze wyżynne osiedle obronne kultury łużyckiej. Nazwa masywu ma pochodzić od mnichów – benedyktynów, którzy przybyli tu jakoby jeszcze w czasach państwa wielkomorawskiego i przez dłuższy czas działali w zachodniej części Kotliny Liptowskiej. Nauka nie potwierdziła dotychczas teorii, jakoby w siodle pomiędzy obydwoma szczytami Mnícha miał się znajdować jakiś zameczek templariuszy.

## Turystyka
W masywie Mnícha nie ma znakowanych szlaków turystycznych. Wejście nań jest możliwe wieloma ścieżkami od strony północnej i północno-wschodniej. Jest często odwiedzany, głównie przez mieszkańców pobliskiego Rużomberku, zwłaszcza dla ładnych widoków, obejmujących wschodnią część Kotliny Liptowskiej wraz z otaczającymi ją grupami górskimi: Niżnymi Tatrami, Wielką Fatrą i Górami Choczańskimi.